# Sồi Nhật Bản
Sồi Nhật Bản, tên khoa học Fagus japonica, là một loài thực vật có hoa trong họ Fagaceae. Loài này được Maxim. miêu tả khoa học đầu tiên năm 1887. Người Nhật thường gọi tên loại cây này là inubuna (イヌブナ).

## Hình ảnh

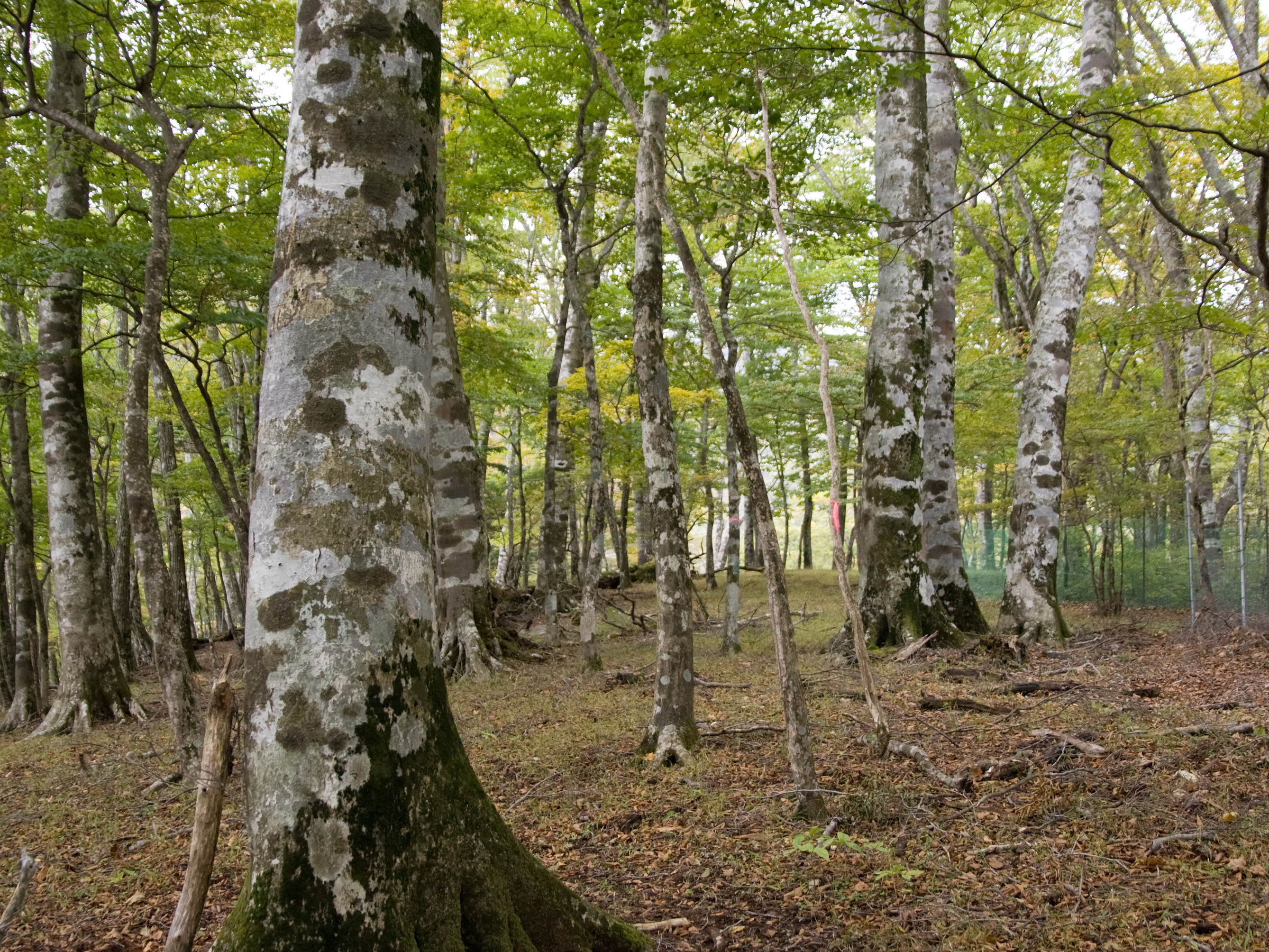
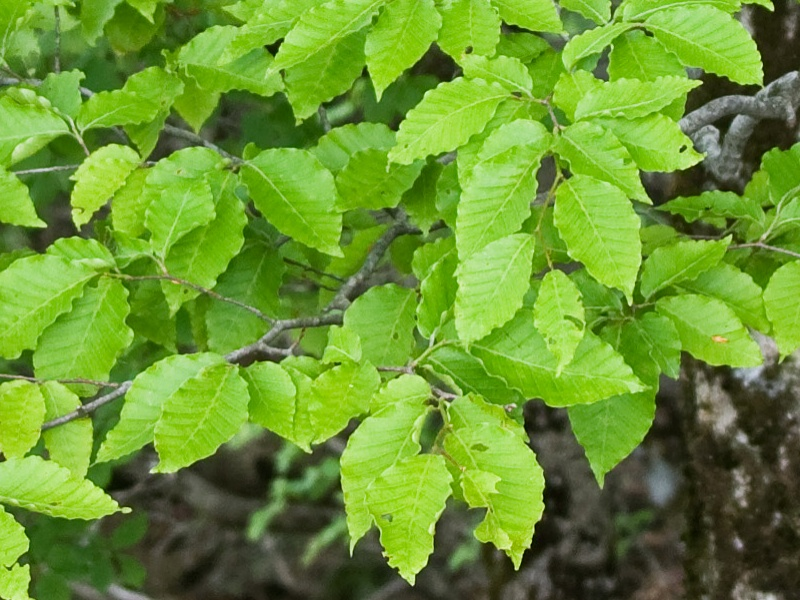
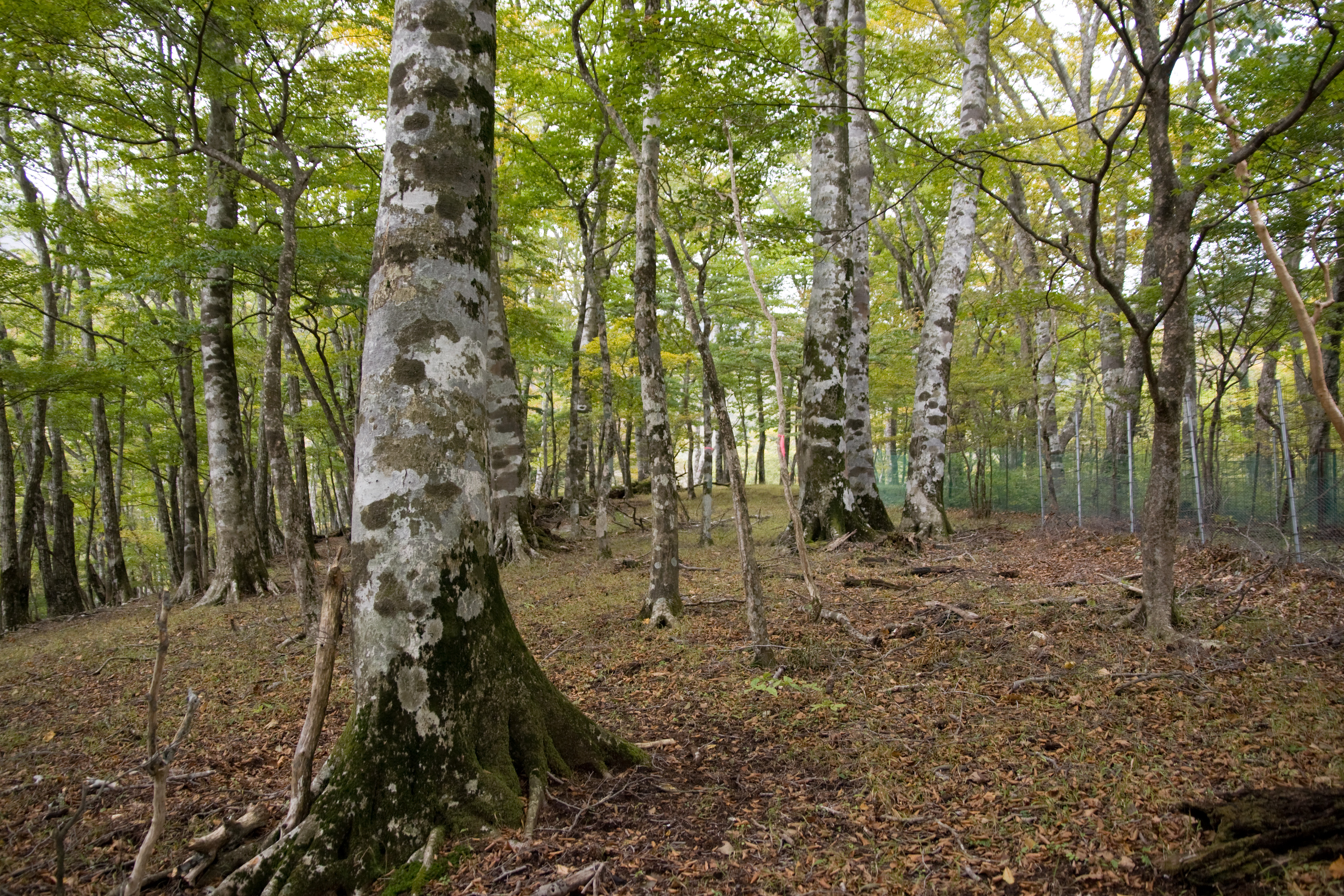
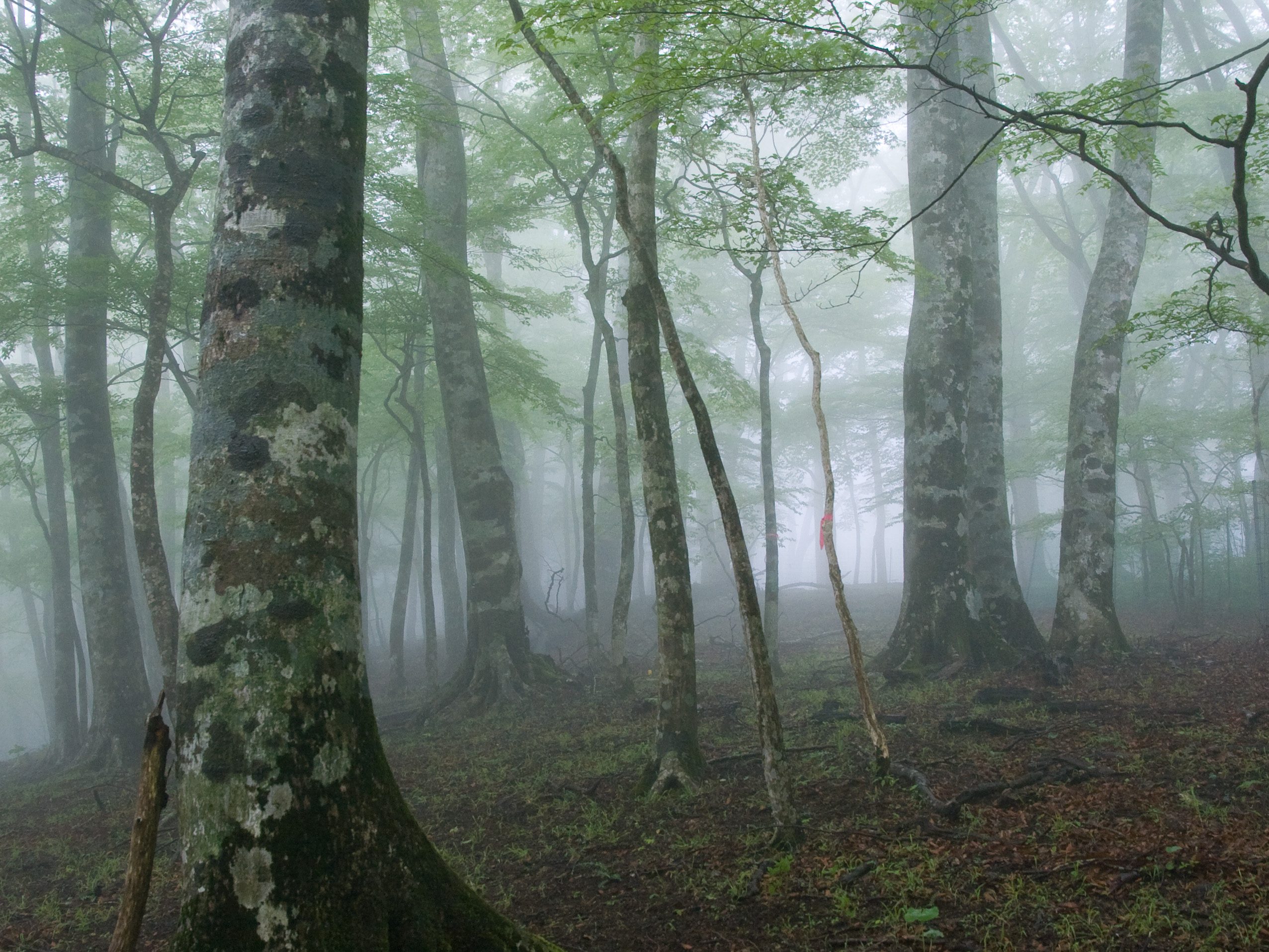